# Савинецька сільська рада (Рокитнянський район)
| Савинецька сільська рада — колишній орган місцевого самоврядування у Рокитнянському районі Київської області з адміністративним центром у с. Савинці. Історична дата утворення: в 1929 році. Водоймища на території, підпорядкованій даній раді: річка Ракита. Сільській раді підпорядковані населені пункти: - с. Савинці |

## Склад ради
Рада складається з 14 депутатів та голови.

### Керівний склад ради
| ПІБ                   | Основні відомості                                            | Дата обрання | Дата звільнення |
| --------------------- | ------------------------------------------------------------ | ------------ | --------------- |
| Ємець Микола Іванович | Сільський голова, 1959 року народження, освіта, безпартійний | 26.03.2006   | 31.10.2010      |

Примітка: таблиця складена за даними джерела